# ویلیمز (کارولینای جنوبی)
ویلیمز(به انگلیسی: Williams) شهری در ایالت کارولینای جنوبی کشور ایالات متحده آمریکا است که جمعیت آن در سرشماری سال ۲۰۱۰ میلادی، ۱۱۷ نفر بوده‌است.